# 안혜인 (뮤지컬 배우)
안혜인(2000년 2월 18일 ~ )은 대한민국의 뮤지컬 배우다.

## 방송
- 2023 DIMF 뮤지컬스타 커튼콜 (2023) - 우수상(5위)

## 공연
- 드림스쿨 (2020)
- 프리즌 (2021) - 교도관/웨이터 역
- 다이노스터 - 퀀텀코어를 지켜라 (2024) - 트리나 역